# Aerei di Tupolev
Di seguito sono elencati gli aeroplani prodotti dall'ufficio tecnico di Tupolev.
Con la direttiva NKAP numero 704 del 9 dicembre 1940 del Commissariato del popolo per l'industria aeronautica, intitolata «О переименовании боевых самолетов», in italiano «sulla denominazione degli aerei da guerra», la designazione ufficiale degli aeromobili in Unione Sovietica veniva riorganizzata. Ogni apparecchio perciò, una volta entrato allo stadio di prototipo, accettato da una commissione apposita, veniva registrato con le prime due iniziali del cognome del capo dell'OKB e da un numero progressivo, dispari per i caccia e pari per tutti gli altri apparecchi, anche se non mancano numerose eccezioni. Si veda a tal proposito la voce relativa alle sigle impiegate dalla V-VS.
In particolare, per quanto riguarda l'OKB di Tupolev, le sigle interne erano composte dal prefisso ANT, le iniziali del capo progettista Andrej Nikolaevič Tupolev, e da un numero progressivo. È capitato in più di un'occasione che si utilizzasse il numero assegnato dall'ufficio tecnico piuttosto che quello assegnato dall'Aeronautica sovietica una volta accettato e messo in produzione il prototipo. Ad esempio, quello che venne denominato Tu-20 dall'Aviazione (correttamente un numero pari per un bombardiere), viene chiamato a tutt'oggi Tu-95 a causa del fatto che la sigla interna all'ufficio tecnico fosse stata appunto ANT-95.
| Nome                                                  | Designazione USAF/DoD | nome in codice NATO  | Ruolo                                                                             | Anno di commissione |
| 22 ottobre 1922 - Viene assegnato a Tupolev l'OKB 156 |                       |                      |                                                                                   |                     |
| ANT-1                                                 | —                     | —                    | Aereo sperimentale monoposto monomotore a pistoni                                 | 1922                |
| ANT-2                                                 | —                     | —                    | Aereo per due passeggeri monomotore a pistoni                                     | 1923                |
| ANT-3                                                 | —                     | —                    | Prototipo di ricognitore monomotore biposto a pistoni                             | 1925                |
| R-3                                                   | —                     | —                    | Ricognitore biposto monomotore a pistoni                                          | 1925                |
| ANT-4                                                 | —                     | —                    | Aereo da trasporto biposto bimotore a pistoni                                     | 1925                |
| PS-3                                                  | —                     | —                    | Aereo da trasporto biposto monomotore a pistoni                                   | 1927                |
| ANT-5                                                 | —                     | —                    | Prototipo di caccia sesquiplano monoposto monomotore a pistoni                    | 1928                |
| Strana Sovetov (Paese dei sovietici)                  | —                     | —                    | Aereo da primato bimotore a pistoni                                               | 1929                |
| TB-1                                                  | —                     | —                    | Bombardiere monoplano quadriposto bimotore a pistoni                              | 1929                |
| ANT-6                                                 | —                     | —                    | Prototipo di bombardiere pesante ad otto posti quadrimotore a pistoni             | 1929                |
| TB-3                                                  | —                     | —                    | Bombardiere pesante ad otto posti quadrimotore a pistoni                          | 1929                |
| ANT-7                                                 | —                     | —                    | Prototipo ricognitore e scorta quadriposto bimotore a pistoni                     | 1929                |
| ANT-8 MDR-2 MRT-1 MER                                 | —                     | —                    | Prototipo caccia idrovolante bimotore a pistoni                                   | 1929                |
| MDR-4                                                 | —                     | —                    | Caccia idrovolante bimotore a pistoni                                             | 1929                |
| R-6                                                   | —                     | —                    | Ricognitore e scorta quadriposto bimotore a pistoni                               | 1929                |
| KR-6                                                  | —                     | —                    | Ricognitore e scorta quadriposto bimotore a pistoni                               |                     |
| MR-6                                                  | —                     | —                    | Ricognitore marino quadriposto bimotore a pistoni                                 |                     |
| ANT-9                                                 | —                     | —                    | Prototipo aereo passeggeri trimotore a pistoni                                    | 1929                |
| ANT-10                                                | —                     | —                    | Prototipo di bombardiere ricognitore biposto monomotore a pistoni                 | 1929                |
| R-7                                                   | —                     | —                    | Bombardiere ricognitore biposto monomotore a pistoni                              | 1929                |
| ANT-11                                                | —                     | —                    | Prototipo di idrovolante                                                          |                     |
| ANT-12 I-5                                            | —                     | —                    | Prototipo di caccia monoposto monomotore a pistoni                                |                     |
| ANT-13 Jockey I-8                                     | —                     | —                    | Prototipo di caccia biplano leggero monomotore a pistoni                          |                     |
| ANT-14 Pravda                                         | —                     | —                    | Prototipo di aereo passeggeri con cinque motori a pistoni                         | 1931                |
| ANT-15                                                | —                     | —                    |                                                                                   |                     |
| ANT-16 TB-4                                           | —                     | —                    | Bombardiere pesante a sei posti esamotore a pistoni                               | 1933                |
| PS-9                                                  | —                     | —                    | Aereo passeggeri a nove posti bimotore a pistoni                                  | 1933                |
| Krokodil                                              | —                     | —                    | Aereo passeggeri a nove posti bimotore a pistoni                                  | 1933                |
| ANT-17 TSh-1 TSh-B                                    | —                     | —                    | Prototipo di cacciabombardiere d'attacco quadriposto bimotore a pistoni           |                     |
| ANT-18                                                | —                     | —                    | Prototipo di cacciabombardiere d'attacco quadriposto bimotore a pistoni           |                     |
| ANT-19                                                | —                     | —                    |                                                                                   |                     |
| ANT-20 Maksim Gor'kij                                 | —                     | —                    | Monoplano passeggeri a 72 posti ad otto motori a pistoni                          |                     |
| ANT-20bis Maksim Gor'kij                              | —                     | —                    | Monoplano passeggeri esamotore motori a pistoni                                   | 1935                |
| ANT-21 MI-3                                           | —                     | —                    | Caccia biposto bimotore a pistoni                                                 | 1933                |
| ANT-21bis ANT-21-3D MI-3D                             | —                     | —                    | Caccia biposto bimotore a pistoni                                                 | 1934                |
| ANT-22 MK-1                                           | —                     | —                    | Idrovolante da ricognizione armato esamotore a pistoni                            | 1934                |
| SB SB-2M100 MMN                                       | —                     | —                    | Bombardiere                                                                       | 1934                |
| USB                                                   | —                     | —                    | Bombardiere addestratore                                                          |                     |
| ANT-22 MK-1                                           | —                     | —                    | Idrovolante da ricognizione armato esamotore a pistoni                            | 1934                |
| ANT-23 I-12                                           | —                     | —                    | Caccia bimotore a pistoni                                                         | 1934                |
| ANT-24                                                | —                     | —                    |                                                                                   |                     |
| ANT-25 RD                                             | —                     | —                    | Aereo da primato monomotore a pistoni                                             | 1933                |
| BOK-1                                                 | —                     | —                    | Aereo d'alta quota monomotore a pistoni                                           |                     |
| BOK-7                                                 | —                     | —                    | Aereo d'alta quota monomotore a pistoni                                           |                     |
| BOK-8                                                 | —                     | —                    | Aereo d'alta quota monomotore a pistoni                                           |                     |
| BOK-11                                                | —                     | —                    | Aereo d'alta quota monomotore a pistoni                                           |                     |
| ANT-26 TB-6                                           | —                     | —                    | Bombardiere                                                                       |                     |
| ANT-27 MDR-4                                          | —                     | —                    | Idrovolante                                                                       |                     |
| ANT-28                                                | —                     | —                    |                                                                                   |                     |
| ANT-29                                                | —                     | —                    | Caccia monoplano monoposto                                                        |                     |
| ANT-30                                                | —                     | —                    | 1933                                                                              |                     |
| ANT-31 I-14                                           | —                     | —                    | Prototipo caccia intercettore monoposto monomotore a pistoni                      | 1934                |
| ANT-31bis I-14bis                                     | —                     | —                    | Prototipo caccia intercettore monoposto monomotore a pistoni                      | 1934                |
| ANT-32                                                | —                     | —                    |                                                                                   |                     |
| ANT-33                                                | —                     | —                    |                                                                                   |                     |
| ANT-34                                                | —                     | —                    |                                                                                   |                     |
| ANT-35                                                | —                     | —                    | Prototipo di aereo passeggeri bimotore a pistoni                                  | 1935                |
| ANT-35bis                                             | —                     | —                    | Prototipo di aereo passeggeri bimotore a pistoni                                  | 1935                |
| PS-35                                                 | —                     | —                    | Aereo passeggeri bimotore a pistoni                                               | 1935                |
| ANT-36                                                | —                     | —                    |                                                                                   | 1934                |
| ANT-37 Rodina (patria) DB-2                           | —                     | —                    | Bombardiere                                                                       | 1934                |
| ANT-38                                                | —                     | —                    | Prototipo di bombardiere bimotore a pistoni                                       | 1934                |
| ANT-39                                                | —                     | —                    |                                                                                   | 1934                |
| ANT-40 TsAGI-40                                       | —                     | —                    | Prototipo di bombardiere bimotore a pistoni                                       | 1934                |
| ANT-41 T-1                                            | —                     | —                    | Bombardiere antisommergibile bimotore a pistoni                                   | 1934                |
| ANT-41bis                                             | —                     | —                    | Bombardiere idrovolante antisommergibile bimotore a pistoni                       |                     |
| ANT-42                                                | —                     | —                    | Prototipo di bombardiere pesante quadrimotore a pistoni                           |                     |
| ANT-43 TB-7                                           | —                     | —                    | Bombardiere pesante quadrimotore a pistoni                                        |                     |
| ANT-44 MTB-2                                          | —                     | —                    | Idrovolante                                                                       |                     |
| ANT-45                                                | —                     | —                    |                                                                                   |                     |
| ANT-46 DI-8                                           | —                     | —                    | Prototipo per caccia pesante biposto                                              | 1935                |
| ANT-47                                                | —                     | —                    |                                                                                   |                     |
| ANT-48                                                | —                     | —                    |                                                                                   |                     |
| RD DB-1                                               | —                     | —                    | Bombardiere ricognitore a lungo raggio                                            |                     |
| ANT-49                                                | —                     | —                    |                                                                                   |                     |
| ANT-50                                                | —                     | —                    | Prototipo di aereo passeggeri bimotore a pistoni                                  |                     |
| G-1                                                   | —                     | —                    | Aereo da trasporto monomotore a pistoni                                           | 1936                |
| G-2                                                   | —                     | —                    | Aereo da trasporto                                                                |                     |
| G-3                                                   | —                     | —                    | Aereo da trasporto                                                                |                     |
| ANT-51                                                | —                     | —                    | Prototipo di bombardiere ricognitore monomotore a pistoni                         | 1937                |
| ANT-52                                                | —                     | —                    |                                                                                   |                     |
| ANT-53                                                | —                     | —                    |                                                                                   |                     |
| ANT-54                                                | —                     | —                    |                                                                                   |                     |
| ANT-55                                                | —                     | —                    |                                                                                   |                     |
| PS-40 Etalon                                          | —                     | —                    | Cargo triposto bimotore a pistoni                                                 | 1938                |
| PS-41 Etalon                                          | —                     | —                    | Cargo triposto bimotore a pistoni                                                 |                     |
| ANT-56                                                | —                     | —                    |                                                                                   |                     |
| ANT-57                                                | —                     | —                    | Prototipo di bombardiere d'alta quota quadrimotore a pistoni                      |                     |
| ANT-58 FB 103                                         | —                     | —                    | Prototipo di bombardiere triposto bimotore a pistoni                              |                     |
| RK Katiušia SB-RK KR                                  | —                     | —                    | Bombardiere d'attacco triposto bimotore a pistoni                                 | 1941                |
| SBB B B-1 B-2                                         | —                     | —                    | Bombardiere triposto bimotore a pistoni                                           | 1941                |
| ANT-59 103U                                           | —                     | —                    | Prototipo di bombardiere triposto bimotore a pistoni                              |                     |
| ANT-60 103V                                           | —                     | —                    | Prototipo di bombardiere triposto bimotore a pistoni                              |                     |
| ANT-61 103V                                           | —                     | —                    | Prototipo di bombardiere triposto bimotore a pistoni                              | 1944                |
| ANT-62                                                | —                     | —                    | Prototipo di bombardiere a lungo raggio bimotore a pistoni                        | 1946                |
| ANT-63 SDB                                            | —                     | —                    | Prototipo di bombardiere biposto bimotore a pistoni                               | 1944                |
| Tu-2 FB                                               | —                     | Bat                  | Bombardiere biposto bimotore a pistoni                                            | 1944                |
| Tu-1 ANT-63P                                          | —                     | —                    | Intercettore biposto bimotore a pistoni                                           | 1947                |
| ANT-64 SDB                                            | —                     | —                    |                                                                                   |                     |
| ANT-65 SDB                                            | —                     | —                    | Prototipo di bombardiere a lungo raggio a cinque posti bimotore a pistoni         | 1946                |
| ANT-66 SDB                                            | —                     | —                    |                                                                                   |                     |
| Tu-4                                                  | —                     | Bull                 | Bombardiere biposto quadrimotore a pistoni                                        |                     |
| Tu-6 (Tu-2R)                                          | Type 22               | —                    | Bombardiere biposto bimotore a pistoni                                            | 1946                |
| ANT-67 SDB                                            | —                     | —                    | Prototipo di bombardiere a lungo raggio a cinque posti bimotore a pistoni         | 1946                |
| ANT-68 SDB                                            | —                     | —                    | Prototipo di bombardiere da picchiata quadriposto bimotore a pistoni              | 1945                |
| ANT-69 SDB                                            | —                     | —                    | Prototipo di bombardiere a cinque posti bimotore a pistoni                        | 1947                |
| Tu-8                                                  | —                     | —                    | Bombardiere a cinque posti bimotore a pistoni                                     |                     |
| Tu-10                                                 | —                     | Frosty               |                                                                                   |                     |
| ANT-70                                                | —                     | Ram P                | Prototipo di bombardiere quadriposto a reazione                                   | 1981                |
| ANT-71                                                | —                     | —                    |                                                                                   |                     |
| ANT-72                                                | —                     | —                    |                                                                                   |                     |
| ANT-73                                                | Type 12               | —                    |                                                                                   |                     |
| ANT-74                                                | —                     | —                    |                                                                                   |                     |
| ANT-75                                                | —                     | —                    |                                                                                   |                     |
| ANT-76                                                | —                     | —                    |                                                                                   |                     |
| ANT-77                                                | —                     | —                    |                                                                                   |                     |
| Tu-12 Tu-77                                           | Type 9                | —                    | Bombardiere                                                                       |                     |
| ANT-78                                                | —                     | —                    |                                                                                   |                     |
| ANT-79                                                | —                     | —                    |                                                                                   |                     |
| ANT-80                                                | —                     | —                    |                                                                                   |                     |
| Tu-80                                                 | —                     | —                    | Prototipo di bombardiere quadrimotore a getto                                     |                     |
| ANT-81                                                | —                     | —                    |                                                                                   |                     |
| Tu-14 Tu-81                                           | Type 35               | Bosun                | Bombardiere quadriposto bimotore a reazione                                       |                     |
| ANT-82                                                | —                     | —                    |                                                                                   |                     |
| Tu-82                                                 | Type 17               | Butcher              | Prototipo di bombardiere bimotore a reazione                                      |                     |
| ANT-83                                                | —                     | —                    |                                                                                   |                     |
| ANT-84                                                | —                     | —                    |                                                                                   |                     |
| ANT-85                                                | Type 31               | Barge                | Prototipo di bombardiere pesante a lungo raggio a otto posti quadrimotore a getto | 1951                |
| Tu-85                                                 | Type 31               | Barge                | Prototipo di bombardiere pesante a lungo raggio a otto posti quadrimotore a getto | 1951                |
| ANT-86                                                | —                     | —                    |                                                                                   |                     |
| ANT-87                                                | —                     | —                    |                                                                                   |                     |
| ANT-88                                                | Type 39               | —                    | Prototipo di bombardiere bimotore a reazione                                      | 1952                |
| Tu-16 Jolka (abete)                                   | —                     | Badger               | Bombardiere bimotore a reazione                                                   | 1952                |
| ANT-89                                                | —                     | Bosun                | Prototipo di bombardiere bimotore                                                 |                     |
| Tu-89                                                 | —                     | Bosun                | Prototipo di bombardiere bimotore                                                 |                     |
| ANT-90                                                | —                     | —                    | Prototipo di bombardiere                                                          |                     |
| ANT-91                                                | —                     | Boot                 | Prototipo di bombardiere antisom                                                  |                     |
| Tu-91 Bičok (un pesce)                                | —                     | Boot                 | Prototipo di bombardiere antisom                                                  |                     |
| ANT-92                                                | —                     | —                    | Prototipo di bombardiere                                                          |                     |
| ANT-93                                                | —                     | —                    | Prototipo di bombardiere                                                          |                     |
| ANT-94                                                | —                     | —                    | Prototipo di bombardiere                                                          |                     |
| ANT-95                                                | —                     | —                    | Prototipo di bombardiere                                                          |                     |
| Tu-95                                                 | Type 40               | Bear                 | Bombardiere quadrimotore turboelica                                               | 1952                |
| ANT-96                                                | —                     | —                    | Prototipo di bombardiere pesante                                                  |                     |
| Tu-96                                                 | —                     | —                    | Prototipo di bombardiere pesante                                                  |                     |
| ANT-97                                                | —                     | —                    |                                                                                   |                     |
| ANT-98                                                | —                     | —                    | Prototipo di bombardiere lanciamissili                                            |                     |
| Tu-98                                                 | —                     | Backfin              | Prototipo di bombardiere supersonico triposto bimotore a getto                    | 1957                |
| ANT-99                                                | —                     | —                    | Prototipo di bombardiere lanciamissili                                            |                     |
| Tu-99                                                 | —                     | —                    | Prototipo di bombardiere pesante                                                  |                     |
| ANT-100                                               | —                     | —                    |                                                                                   |                     |
| ANT-101                                               | —                     | —                    |                                                                                   |                     |
| ANT-102                                               | —                     | —                    |                                                                                   |                     |
| ANT-103 Samolët 103                                   | —                     | —                    | Prototipo di bombardiere lanciamissili quadrimotore a reazione                    | 1954                |
| ANT-104                                               | —                     | —                    |                                                                                   |                     |
| Tu-104                                                | —                     | Camel                | Aereo passeggeri a 50 posti bimotore a getto                                      |                     |
| ANT-105 Samolët 105 Tu-105                            | —                     | —                    | Prototipo di bombardiere bimotore a reazione                                      | 1958                |
| ANT-106                                               | —                     | —                    | Prototipo di bombardiere lanciamissili                                            |                     |
| ANT-107                                               | —                     | —                    |                                                                                   |                     |
| ANT-108                                               | —                     | —                    |                                                                                   |                     |
| ANT-109                                               | —                     | —                    |                                                                                   |                     |
| ANT-110                                               | —                     | —                    |                                                                                   |                     |
| Tu-110                                                | —                     | Cooker               |                                                                                   |                     |
| ANT-111                                               | —                     | —                    |                                                                                   |                     |
| ANT-112                                               | —                     | —                    |                                                                                   |                     |
| ANT-113                                               | —                     | —                    |                                                                                   |                     |
| ANT-114                                               | —                     | —                    |                                                                                   |                     |
| Tu-114 Rossija (Russia)                               | —                     | Cleat                | Aereo passeggeri quadrimotore a turboventola                                      | 1955                |
| ANT-115                                               | —                     | —                    |                                                                                   |                     |
| ANT-116 Tu-116 Tu-114D                                | —                     | Cleat                | Aereo passeggeri quadrimotore a turboventola                                      | 1956                |
| ANT-117                                               | —                     | —                    |                                                                                   |                     |
| ANT-118                                               | —                     | —                    |                                                                                   |                     |
| ANT-119                                               | —                     | —                    | Banco prova per aereo a propulsione nucleare                                      |                     |
| ANT-120                                               | —                     | —                    | Progetto di bombardiere a propulsione nucleare                                    |                     |
| ANT-121                                               | —                     | —                    |                                                                                   |                     |
| Tu-121                                                | —                     | —                    | Missile nucleare da crociera a medio raggio                                       | 1958                |
| ANT-122                                               | —                     | —                    | Prototipo bombardiere lanciamissili biposto bimotore a reazione                   |                     |
| ANT-123 Tu-123 (designazione scartata)                | —                     | —                    | Missile nucleare da crociera a medio raggio                                       | 1958                |
| ANT-123 Tu-123 Jastreb DBR-1                          | —                     | —                    | Bombardiere ricognitore a lungo raggio senza equipaggio                           |                     |
| ANT-124                                               | —                     | —                    |                                                                                   |                     |
| Tu-124                                                | —                     | Cookpot              | Aereo passeggeri                                                                  |                     |
| ANT-125 Tu-125                                        | —                     | —                    | Prototipo di bombardiere supersonico                                              |                     |
| ANT-126                                               | —                     | Moss                 |                                                                                   |                     |
| ANT-127                                               | —                     | —                    |                                                                                   |                     |
| ANT-128                                               | —                     | —                    | Prototipo di intercettore biposto bimotore a getto                                | 1954                |
| Tu-128                                                | —                     | Blinder, poi Fiddler | Intercettore biposto bimotore a getto                                             | 1954                |
| ANT-129                                               | —                     | —                    |                                                                                   |                     |
| ANT-130                                               | —                     | —                    |                                                                                   |                     |
| Tu-130                                                | —                     | —                    | Aereo passeggeri a corto raggio                                                   |                     |
| ANT-131                                               | —                     | —                    |                                                                                   |                     |
| ANT-132                                               | —                     | —                    | Progetto di bombardiere a propulsione nucleare                                    |                     |
| ANT-133                                               | —                     | —                    | Missile nucleare da crociera a lungo raggio                                       |                     |
| Tu-133                                                | —                     | —                    |                                                                                   |                     |
| ANT-134                                               | —                     | —                    |                                                                                   |                     |
| Tu-134                                                | —                     | Crusty               | Aereo passeggeri a 96 posti bimotore a getto                                      |                     |
| ANT-135                                               | —                     | —                    | Prototipo di bombardiere supersonico                                              |                     |
| ANT-136                                               | —                     | —                    |                                                                                   |                     |
| ANT-137                                               | —                     | —                    |                                                                                   |                     |
| ANT-138                                               | —                     | —                    |                                                                                   |                     |
| ANT-139 Tu-139 Jastreb 2 DBR-2                        | —                     | —                    |                                                                                   |                     |
| ANT-140                                               | —                     | —                    |                                                                                   |                     |
| ANT-141                                               | —                     | —                    |                                                                                   |                     |
| Tu-141 Strižka (cesoie)                               | —                     | —                    | Ricognitore senza equipaggio                                                      |                     |
| ANT-142                                               | —                     | —                    |                                                                                   |                     |
| Tu-142                                                | —                     | Bear F               | Bombardiere ricognitore antisommergibili quadrimotore turboelica                  | 1966                |
| ANT-143                                               | —                     | —                    |                                                                                   |                     |
| VR-3 Tu-143 Rejs (volo)                               | —                     | —                    | Ricognitore senza equipaggio                                                      |                     |
| ANT-144                                               | —                     | —                    |                                                                                   |                     |
| Tu-144                                                | —                     | Charger              | Prototipo aereo passeggeri supersonico quadrimotore a getto                       | 1968                |
| ANT-145                                               | —                     | —                    | Prototipo di bombardiere                                                          |                     |
| ANT-146                                               | —                     | —                    |                                                                                   |                     |
| ANT-147                                               | —                     | —                    |                                                                                   |                     |
| ANT-148                                               | —                     | —                    |                                                                                   |                     |
| Tu-148                                                | —                     | —                    | Caccia intercettore                                                               |                     |
| ANT-149                                               | —                     | —                    |                                                                                   |                     |
| Tu-154                                                | —                     | Careless             | Aereo passeggeri a 169 posti trimotore a getto                                    | 1967                |
| Tu-155                                                | —                     | —                    | Aereo per ricerche sulla propulsione                                              |                     |
| Tu-156                                                | —                     | —                    | Prototipo di aereo passeggeri                                                     |                     |
| Tu-160                                                | RAM-P                 | Blackjack            | Bombardiere pesante supersonico quadriposto quadrimotore a getto                  |                     |
| Tu-164                                                | —                     | —                    |                                                                                   |                     |
| Tu-180                                                | —                     | —                    |                                                                                   |                     |
| Tu-204/Tu-214                                         | —                     | —                    | Aereo passeggeri a 168-210 posti bimotore a getto                                 |                     |
| Tu-243 Rejs-D                                         | —                     | —                    | Ricognitore senza equipaggio                                                      |                     |
| Tu-304                                                | —                     | —                    |                                                                                   |                     |
| Tu-334                                                | —                     | —                    |                                                                                   |                     |
| Tu-2000                                               | —                     | —                    | Aerospazioplano                                                                   | 1986-1992           |
| PAK DA                                                | —                     | —                    | bombardiere strategico stealth                                                    | 2015~2020           |